# 汪承栋
汪承栋（1936年—2018年3月7日），男，土家族，湖南永顺人，中国诗人，中国作家协会原名誉委员，西藏自治区文学艺术界联合会、西藏自治区作家协会原副主席。